# Naoyuki Kinoshita
Pour les articles homonymes, voir Kinoshita.
Naoyuki Kinoshita (木下 直之, Kinoshita Naoyuki), né en 1954 à Hamamatsu (préfecture de Shizuoka), est un historien de l'art japonais. Il est actuellement enseignant à l'université de Tokyo.

## Biographie
Né à Hamamatsu, dans la préfecture de Shizuoka, il est diplômé de l'université nationale des beaux-arts et de musique de Tokyo. Il a participé à la publication du livre Histoire de la photographie japonaise en tant qu'essayiste avec Kōtarō Iizawa. Il est également connu pour ses recherches sur les Nishiki-e telles que Yoarashi Okinu.
En 2010, Kinoshita loue Kengo Kuma d'avoir décidé qu'une partie des anciennes structures du kabuki-za resterait dans la nouvelle institution.

## Œuvre
- Watashi no Jōkamachi: Tenshukaku kara Mieru Sengo no Nihon (わたしの城下町―天守閣からみえる戦後の日本?), Chikuma Shobō, 2007  (ISBN 978-4-480-81653-5)